# Christian Fiedler
Christian Fiedler (Berlino, 27 marzo 1975) è un allenatore di calcio ed ex calciatore tedesco, di ruolo portiere.

## Palmarès

### Giocatore

#### Competizioni nazionali
- Coppa di Lega tedesca: 2

Hertha Berlino: 2001, 2002